# 超爆裂異次元メンコバトル ギガントシューター つかさ
『超爆裂異次元メンコバトル ギガントシューター つかさ』（ちょうばくれついじげんメンコバトル ギガントシューター つかさ）は、2014年4月より2015年2月まで放映された日本のテレビアニメ作品。

## 概要
『ギガントバトル』（この世界におけるめんこでの戦い）に情熱を燃やす小学生・面道つかさを中心に、学園バトルの体裁を取りつつもギャグやパロディも交えるなどした、脱力系アニメ。1話あたり9分の放映となる。
登場人物たちはメンコの対決をギガントバトルと称し、カードバトルのヒーローアニメさながらの勝負を繰り広げる。観戦者も含めて舞台が宇宙空間のようになり、プレイヤー（ギガントシューター）たちが様々な必殺技名を叫びながらモンスターを召喚したり嵐や雷を呼び起こすなど、派手なエフェクトと共に熱い戦いが描写される。しかしそれらはつかさたちの空想である様子で、一人が熱く解説を挟む中、もう一人が冷静に現実的な突っ込みを繰り出し、決着が付くときには現実世界で単にメンコがひっくりかえるだけというシュールな描写であっさり終わる運びが基本パターンとなっている。
キャラクターの作画は3Dモデリングを多用している。また、エンディングでは美形にシェイプアップしたキャラクターの立ち絵が並んで登場する。
2014年7月4日、ブシロード発売のカードゲーム『ヴァイスシュヴァルツ』への参入が発表された。
2015年1月15日にはFOREST Hunting Oneより『ギガントバトルコレクション』として商品化されている。

## 登場人物

### メインキャラクター
面道 つかさ（めんどう つかさ）
声 - 山口勝平
本作の主人公。なんでもギガントバトルでケリをつけようとする熱血キャラクター。常にギガントを中心に考えておりギガントの授業を作るために署名を集めようと考えたり、キングメンガーと語りたいためだけに登校拒否したりする。ただし、公式ルールを完全に把握はしていない。
ギガントは父から受け継いだ「キングメンガー（声 - 山口勝平）」。命と引き換えにしても構わないという割りには、すぐ無くしたりカツアゲにあうことも。世界一のギガントシューターを目指すと明言しているが実力は弱く連敗ばかりで、特に不利でしかないファーストギガント（先攻）を取りたがりすぐに敗北することも多い。ギガント以外に全く興味がなく少しでも小難しい話になると寝てしまう。
第1回ギガントバトル選手権初戦敗退後、6日間（本人は1年と思っていた）の山篭りの後、（苦労しただけの山篭りに）気の毒になったあたるとバトルで勝負し、かなり手を抜いてなおかつ風を起こし手助けする気遣いまでされて初めてバトルに勝利した。第1回ギガントバトルトーナメントではギガント自体は負け続けるものの、相手が失格や辞退となり勝ち進む。田中一郎（父親）とのバトル後に父ちゃんから新たなる相棒「ブラストキングメンガー」を受け継ぎ、キリトとの激闘の末勝利する（しかし、決勝では敗北した）。
小出 ミル子（こいで ミルこ）
声 - 徳井青空
つかさのクラスメイト。愛用のギガントは「シャリースメンメンコ」。ツンデレな性格であり、彼の世話を焼くことが多い。比較的常識人で、あたるの次にツッコミ役を担当。
彼女いわく学校の美少女であるルリよりは上とのこと。
ギガントバトル選手権で優勝できれば留学できると父親と約束していた。トーナメントではクリスティーンと対戦し敗退している。
沼田 マナブ（ぬまた マナブ）
声 - 橘田いずみ
一見優等生風。ギガントは「グラスホッパー」。つかさを尊敬しており、ギガントバトルに対してはヒートアップし科学的な解説をしているものの、実は普通のことを言っているだけ。
普段はギガント特訓用の重い眼鏡をかけているが、普通の眼鏡をかけると瞬速とも言える速さで動くことができる。
一度はクリスティーン目当てで武闘派メンコ集団に入るが撤回する。トーナメントではクリスティーンと対戦し勝利するものの、キリトとの戦いでは対ギガント用の重い服を脱ぎ捨て対戦するが敗北する。
堂本 あたる（どうもと あたる）
声 - 愛美
リアリスト。常に「錦」の文字が入ったシャツを着る。ギガントは「グレートバイソン」。
現実派でギガントバトルでは「普通のメンコだろ?」と的確かつ身も蓋もないツッコミをする。かといって現実主義者というわけではなく、原宿を歩き回ればアイドルにスカウトされると思っている。
キリト戦で敗北し痩せこけてしまうが、いつの間にか元通りに回復した。トーナメントでもキリトと再戦し敗退、またも一時的に痩せこけるがつかさの1回戦途中回想が長かったのですぐに元に戻った。
桐谷.M.キリト（きりや エム キリト）
声 - 山口智大
イケメンで謎の多い人物。ギガントは「キザ」。
つかさたちのバトルを影から見つめて謎の台詞を仄めかしていたが、つかさたち全員からオフ台詞を全て聞かれていたことを暴露される。暴露後にギガントバトルに興味があることをつかさたちに話したところあっさりと勝負に乗ってくれた（ただし肝心の初勝負は不良からの大会告知のための介入で中断される）。
瞬間移動のような能力も見せており、ギガントバトルに負けた相手に何らかの異常を与えている。マナブとの対戦でギガントをひっくり返すとその相手も倒すという能力を発揮する。
トーナメントではつかさとの激闘の末敗北するも、最終回ラストシーンで父親の生存の確認と「人類メンコ化計画」の発動を宣言する。

### キリトの関係者
不良
声 - 南嶋毅
ミル子に手を出そうとした不良。実家はコンビニ経営。ギガントバトルではあっさりつかさに勝っているが、キリトからの指示があったらしい。
トーナメントでは本名は不明でおもちゃ屋オヤジからも「名前がないのか」とツッコまれていた。
森 光男（もり みつお）
声 - 中務貴幸
第1回ギガントバトル選手権を開催したモヒカン頭のおもちゃ屋の店主。主催者であり、優勝もしている。
第1回ギガントバトルトーナメントでは地下に専用競技場を作るなどグレードアップしている。バトルにもまた自ら参加し葵兄弟に2対1のバトルを要求し勝利するが一見素人な田中一郎に敗退する。彼もキリトの関係者。
クリスティーン
声 - 儀武ゆう子
ギガントで勝った後そのメンコを奪って処刑（メンコに落書）する不良グループ・武闘派メンコ集団の団長。つかさにはあっさり勝つが特に処刑することもなく、わざと負けたと思われた。彼女もキリトの関係者。
トーナメントではミル子と初戦対戦しギガントではなくウニを投げるも指を怪我したのでギガントに交換するが勝利、2回戦でマナブと対戦するが愛犬だったムサシマルに見えてしまい敗退する。

### 面道家
つかさの母
声 - 大前愛華
普通の主婦。ギガントバトルは全然知らないはずだが、メンコの知識はあり自分のカードも所持している。実は結構強いのか弱いのか、つかさの連敗街道にもちゃんと加わっている。
面道 司郎（めんどう しろう）
声 - 後藤ヒロキ
左頬に傷のあるつかさの父親。家には仏壇に写真が置かれており、ギガントバトルばかりやっていて武者修行に行って亡くなった（らしい）。もの凄く強いギガントシューターだったとの噂がある。実は失踪後田中一郎として生活をしていたが、つかさとのバトルで記憶を取り戻した。
田中 一郎（たなか いちろう）
第1回ギガントバトル選手権で出会ったつかさの父親にとてもよく似た人物。職業は丸の内カンパニー営業部長のエリートサラリーマン。再び会った時につかさたちも「本人では?」と疑うほどよく似ており、キリトも何かを感じて尾行させている。
ギガントのことをほとんど知らないにも拘らず第1回ギガントバトルトーナメントに参加。名刺でバトルし、愛堂センチ、森光男に勝利、息子つかさとのバトルでは記憶を取り戻した後辞退する。
実は記憶喪失になっていたつかさの父親であり、かつてのライバルでありIGB.の手先となっていたヨシトとのギガントバトルで記憶を失う。左頬の傷もその時についた。気が付くと中途採用で丸の内の一流企業に就職し働いていた。

### その他
高橋 イナズマ まもる（たかはし イナズマ まもる）
声 - 潘めぐみ
サッカー部キャプテン。ユニフォームとバンダナを着用している。ギガントバトルを挑むつかさに対しサッカーで勝負しようとするが、嫌々ギガントで勝負に応じる。ギガントにはあっさり勝つものの、自分から勝負の負けを認めた。トーナメント参加者でもあるので、実際はギガントが嫌いという訳ではない。
当初は「イナズマ まもる」の名前で登場したが、後にイナズマはミドルネームであり苗字は高橋であることが判明した。
堂本 ルリ（どうもと ルリ）
声 - 愛美
あたるの妹で太り気味なあたるとは対照的に、学校で一、二を争う美少女。マナブが一目惚れで恋をしている相手であり、兄のあたるは恋愛相手としては難色を示している。付き合いをかけてマナブとバトルしたこともある。トーナメントでは、つかさの回想でマナブに敗退したことが判明した。
高橋 愛堂 センチ（たかはし あいどう センチ）
声 - 橘田いずみ
カードファイターで、まもるの弟。メンコは古臭いと煽り口調で最初はカードファイトで勝負しようとしたが、つかさがルールを理解できずギガントバトルで勝負することになる。あっさり勝つが、勝負中消えたように見えたメンコ1枚で号泣する姿に負けを認めた。トーナメントでは田中一郎に初戦敗退する。
まもる同様、愛堂はミドルネーム。
校長
声 - 後藤ヒロキ
学校の校長先生。第1回ギガントバトルトーナメントにも出場しており、しかも決勝まで勝ち進みつかさにあっさり勝ち優勝する。
葵兄弟（あおいきょうだい）
声 - 戸田めぐみ（兄）、福山綾夏（弟）
隣の学校で一番のギガント使い手の兄弟。つかさとあたるにタッグマッチを挑むも、あたるに倒される。彼らもまたキリトの刺客だったらしい。
第1回ギガントバトルトーナメントにも出場するもののおもちゃ屋のおじさんに初戦敗退する。
プロデューサー
声 - 後藤ヒロキ
葵兄弟との対戦を控えたあたるを街中で唐突に、MNK300（メンコができる男の子300人のアイドルグループ）にスカウトしたプロデューサー。しかしレコーディングがバトル当日と重なったため、あたるはバトルを優先した。
通りすがりのオタクくん
声 - 森りょういち
どんな試合も一発で決めるといわれる伝説のギガントシューター「流京一郎」の代わりに現れた人物。武闘派メンコ集団との対戦でつかさと戦いあっさり勝利するが、アニメの予約が気になり負けでいいと退散する。
キリトによれば「流京一郎」はつかさの力に気づいて姿を見せなかったという。
『Peeping Life』からのゲストキャラクター。なお、声優は監督の森りょういち本人。
富乃小路 金富（とみのこうじ かねとみ）
声 - 小倉唯
このあたりで一番の金持ち。キングメンガーを売れと言い出すが、つかさが売らないというとバトルを挑んだ。富乃小路一族の財力を使って高級外車一台分の開発費を使い開発した人工知能搭載の最強のギガント「キング富乃小路」は、火炎放射や飛行機能まで備わっていたがバトル中にオーバーヒートを起こし自滅という形で敗北した。トーナメントでは都内分譲マンション一部屋分の開発費がかけられた「キング富乃小路ネオ」を使い、キリト戦ではパワーアップした都内中古一戸建分の開発費がかけられた「キング富乃小路MAX」を使うが、さらに金をかけたキリトのセキュリティに戦わずして価値観的な敗北を認め敗退する。
モブ山 モブ夫（モブやま モブお）
声 - 中務貴幸
トーナメントで金富の初戦対戦相手。名前通り特に特徴もない風貌で、特に演出効果もない地味なファーストギガントを決め、敗退。
審判
声 - 後藤ヒロキ
第1回ギガントバトルトーナメントの審判。
アナウンス
声 - 南嶋毅
第1回ギガントバトルトーナメントのアナウンス。
水原部長
声 - 中務貴幸
田中一郎の取引先の会社部長。トーナメント会場に来ていた。
ジャッキー・クン
声 - 増田俊樹
香港から来たギガントシューター。一見無駄なアクションをしてギガントシュートをしてるようだがアクションの風圧でギガントをひっくり返し、トーナメントでは不良に初戦勝利、2回戦でつかさとの対戦も勝利するもののビザ更新のため辞退する。
高橋 越前屋 俵太郎（たかはし えちぜんや ひょうたろう） / 高橋 タダシ（たかはし タダシ）
声 - 徳井青空
ラケットを持ちテニスウェア姿の、まもるとセンチの弟の高橋家三男「高橋 越前屋 俵太郎」と四男「高橋 タダシ」、越前屋はミドルネームで四男はミドルネームなし。2人ともそっくりの姿をしている。
トーナメントでは「高橋 越前屋 俵太郎」で出場し初戦でつかさにあっさり勝利していたが、実は怪我でタダシが代理出場していたことがセンチに告発され失格。
桐谷.M.ヨシト（きりや エム ヨシト）
声 - 山口智大
つかさの父ちゃんのライバルで、キリトの父親。事故でつかさの父ちゃん左頬を怪我させた。大人になり子供も生まれてから、突如姿を消し、世界中のギガントを牛耳ろうとしているIGB.の手先になっていた。行方不明だったようだが、最終回で生存が確認される。
流 京一郎（ながれ きょういちろう）
声 - 不明
本編で名前のみ言及され、αで声のみ初登場。伝説のギガントシューター。動画で爆速ギガント講座を配信しているが、つかさはMyギガ（データ通信容量）不足で観れなかった。
ミチシルベ
声 - 後藤ヒロキ
αに登場。キリトの祖父らしき謎の人物。

## スタッフ
- ストーリー原案・監督 - 森りょういち
- シリーズ構成・脚本 - 細川徹
- 絵コンテ - 藤井安紀子、宗廣智行
- 作画監督 - 中村弘毅
- 撮影監督 - 星邑タツヤ
- 音響監督 - 山田陽
- 音楽 - 森英治
- プロデューサー - 苗代憲一郎
- 制作統括 - 米村裕子、望月泰江
- アニメーション制作 - ファンワークス、FOREST Hunting One
- 製作・著作 - ギガントプロジェクト（ブシロード、アスミック・エース、ファンワークス、NHKエンタープライズ）

## 主題歌
オープニングテーマ「ギガントシューターだっちゅーの!」
作詞・作曲 - YOFFY / 編曲 - 大石憲一郎 / 歌 - サイキックラバー（ブシロードミュージック）
エンディングテーマ「キミが一番つたえたいもの」
作詞・作曲・編曲 - 山崎真吾 / 歌 - Gigant Girls（徳井青空、橘田いずみ、愛美）（ブシロードミュージック）

## 各話リスト
| 話数   | サブタイトル                          |
| ------ | ------------------------------------- |
| 第1話  | おっす!俺、面道つかさ!                |
| 第2話  | ギガント大ピンチ                      |
| 第3話  | キングメンガーとの一日                |
| 第4話  | 今日から俺は!                         |
| 第5話  | イナズマギガント                      |
| 第6話  | 世界一のギガントシューター            |
| 第7話  | マナブの恋                            |
| 第8話  | カードファイター対ギガントシューター  |
| 第9話  | キリトのひみつ                        |
| 第10話 | 決めるぜ!第一回ギガントバトル選手権!  |
| 第11話 | バトル・オブ・マナブ                  |
| 第12話 | キリトの力                            |
| 第13話 | ごめん!ミル子                         |
| 第14話 | カムバック!つかさ                     |
| 第15話 | さらば!キングメンガー                 |
| 第16話 | 俺、ギガントがやりたい                |
| 第17話 | ニセ父ちゃん                          |
| 第18話 | 激闘!タッグマッチ                     |
| 第19話 | 武闘派メンコ集団対つかさ              |
| 第20話 | 最強のギガント                        |
| 第21話 | 恐怖!死の特訓                         |
| 第22話 | 第一回ギガントバトルトーナメント開催! |
| 第23話 | ミル子対クリスティーン                |
| 第24話 | 目ざめてくれ!父ちゃん                 |
| 第25話 | GO!つかさGO!                          |
| 第26話 | 1秒のギガント                         |
| 第27話 | マナブ対クリスティーン                |
| 第28話 | つかさ対ジャッキー                    |
| 第29話 | 父ちゃん対俺                          |
| 第30話 | 父ちゃんの秘密                        |
| 第31話 | 激突!つかさ対キリト                   |
| 第32話 | 俺が面道つかさだ!                     |

auコラボwebアニメ
| 話数  | サブタイトル           | 配信日         |
| ----- | ---------------------- | -------------- |
| 第1話 | 俺は、ギガりたいんだ!! | 2015年 3月30日 |
| 第2話 | だって…家族なんだから  | 4月10日        |

映像特典
| 話数  | サブタイトル        | 収録巻 |
| ----- | ------------------- | ------ |
| 第1話 | 訪れは突然に        | 2巻    |
| 第2話 | 気が付けば、春。    | 3巻    |
| 第3話 | 神様、もう一度だけ… | 5巻    |

## 放送局
| 放送地域 | 放送局             | 放送期間                     | 放送日時           | 備考                     |
| -------- | ------------------ | ---------------------------- | ------------------ | ------------------------ |
| 日本全域 | NHK Eテレ          | 2014年4月1日 - 2015年2月10日 | 火曜 18:45 - 18:54 | Let's天才てれびくん内    |
| 日本全域 | ニコニコチャンネル | 2014年4月2日 -               | 水曜 19:00 更新    | ネット配信 第3話以降有料 |

このほか、ディズニーXDでの放送実績あり。

## DVD
| 巻 | 発売日         | 収録話          | 規格品番   |
| -- | -------------- | --------------- | ---------- |
| 1  | 2014年7月25日  | 第1話 - 第7話   | PCBE-54626 |
| 2  | 2014年9月17日  | 第8話 - 第14話  | PCBE-54627 |
| 3  | 2014年11月28日 | 第15話 - 第20話 | PCBE-54628 |
| 4  | 2015年1月21日  | 第21話 - 第26話 | PCBE-54629 |
| 5  | 2015年3月18日  | 第27話 - 第32話 | PCBE-54630 |

## コラボアニメ
2015年3月にau（KDDI）とのコラボレーションアニメとして『超爆裂異次元メンコバトル ギガントシューター つかさα』が同社特設サイトにて配信された。